# Rosmersholm
Rosmersholm est une pièce de théâtre en quatre actes d'Henrik Ibsen, publiée en 1886 et créée le 17 janvier 1887 à la Nationale Scene de Bergen. Lugné-Poe créa la pièce en France le 6 octobre 1893.

## Analyse
Très symbolique, la pièce met en scène des créatures légendaires telles le cheval blanc, la sirène et le troll. Le cheval blanc, qui fait son apparition à Rosmersholm chaque fois que quelqu'un est sur le point de mourir, est une figure centrale de la pièce. C'est un avatar du cheval blanc germanique sacré selon Henri Dontenville.

## Personnages
- Johannes Rosmer
- Rebekka West
- Kroll
- Ulrik Brendel
- Peder Mortensgard
- Madame Helseth

## Mises en scène en France
- 1893 : mise en scène Lugné-Poe, Théâtre de l'Oeuvre[2]
- 1918 : mise en scène Jacques Copeau, Garrick Théâtre[3]
- 1920 : mise en scène Georges Pitoëff, Théâtre Pitoëff[4]
- 1955 : mise en scène François Candelier[5], Théâtre de Poche-Montparnasse[6]
- 1961 : mise en scène Robert Freitag, Théâtre du Vieux-Colombier[7]
- 1963 : mise en scène Pierre Arnaudeau, Théâtre du Tertre[8]
- 1980 : mise en scène Jean Bolléry, Théâtre Présent[9]
- 1987 : mise en scène Jacques Lassalle, Théâtre national de Strasbourg[10]
- 2009 : mise en scène Stéphane Braunschweig, Théâtre national de la Colline[11],[12]
- 2014 : mise en scène Julie Timmerman, Ecam, Orly, Théâtre de l'opprimé, L'Atelier à spectacle, Fontenay en Scènes, Gare au Théâtre[13],[14]